# Peruanische Volleyballnationalmannschaft der Frauen
Die peruanische Volleyballnationalmannschaft der Frauen ist eine Auswahl der besten peruanischen Spielerinnen, die die Federación Peruana de Voleibol bei internationalen Turnieren und Länderspielen repräsentiert.

## Geschichte

### Weltmeisterschaft
1960 in Brasilien war Peru erstmals bei einer Volleyball-Weltmeisterschaft dabei und wurde Siebter. 1967 belegten die Peruanerinnen den letzten Platz bei nur vier Teilnehmern und 1970 reichte es nur zum 15. Platz. Nach den Rängen acht und zehn feierten sie 1982 im eigenen Land den größten Erfolg, als sie erst im Endspiel gegen China unterlagen. Zusätzlich spielten bei dieser Weltmeisterschaften die peruanischen Juniorinnen mit, die den letzten Platz belegten. Vier Jahre später war Peru als Dritter ebenfalls erfolgreich. Danach ging es über Rang sechs hinab zum 13. Rang 1994. Beim Turnier 1998 lief es als Neunter etwas besser, 2002 fehlte Peru. Bei der WM 2006 kamen die Peruanerinnen nicht über den 20. Platz hinaus.

### Olympische Spiele
Peru verpasste 1968 in Mexiko als Vierter nur knapp eine Medaille. Nach den Plätzen sieben (1976) und sechs (1980) wiederholten die peruanischen Frauen diesen Erfolg, den sie vier Jahre später noch steigern konnten. Bei den Spielen 1988 erreichten sie das Endspiel gegen die Sowjetunion und gewannen die Silbermedaille. 1996 und 2000 kamen sie hingegen nicht mehr über den elften Platz hinaus.

### Südamerikameisterschaft
Nach zwei dritten Plätzen 1951 und 1956 erreichte Peru 1958 zum ersten Mal das Endspiel gegen Brasilien. Dort unterlagen die Peruanerinnen ebenso wie 1961 (im eigenen Land) und 1962. Zwei Jahre später gewannen sie gegen Paraguay ihren ersten kontinentalen Titel, den sie 1967 gegen Gastgeber Brasilien verteidigten. 1969 gelang den Brasilianerinnen die Revanche, doch dann triumphierte Peru fünfmal in Folge. Nach dem verlorenen Finale 1981 in Brasilien waren sie von 1983 bis 1989 weitere viermal erfolgreich. Von 1991 bis 1995 gewann jeweils der Gastgeber das ewige Duell. 1997 musste Peru vor eigenem Publikum dem Rivalen den Vortritt lassen. Nach dem dritten Platz fehlten die Peruanerinnen 2001 zum ersten Mal bei den Titelkämpfen. 2003 kehrten sie auf Rang drei zurück; 2005 und 2007 gab es zwei weitere Finalniederlagen gegen Brasilien.

### World Cup
Gleich bei der ersten Teilnahme am World Cup schaffte Peru 1973 als Vierter das beste Ergebnis. Danach wurden sie viermal Fünfter, ehe ihnen 1995 und 1999 nur der zehnte Platz blieb. Das Turnier 2007 beendeten sie auf Rang elf.

### World Grand Prix
Peru hat bisher nur 1994 im World Grand Prix mitgespielt und wurde Elfter.